# Stephanie Currie
Stephanie Currie (1º giugno 1997) è un'ex sciatrice alpina canadese.

## Biografia
Specialista delle prove tecniche attiva dal novembre del 2013, in Nor-Am Cup Stephanie Currie ha esordito il 3 dicembre 2013 a Loveland in slalom gigante, senza completare la prova, ha conquistato i migliori risultati il 4 gennaio 2019 a Calgary in parallelo e il 14 marzo dello stesso anno a Stowe Mountain/Spruce Peake in slalom speciale (5ª) e ha preso per l'ultima volta il via il 3 gennaio 2023 a Stratton Mountain in slalom speciale, senza completare quella che sarebbe rimasta l'ultima gara della sua carriera agonistica; non ha debuttato in Coppa del Mondo né preso parte a rassegne olimpiche o iridate.

## Palmarès

### Nor-Am Cup
- Miglior piazzamento in classifica generale: 15ª nel 2019

### Campionati canadesi
- 1 medaglia:
  - 1 bronzo (combinata nel 2016)